# Firestone Indy 300 de 2009
O Firestone Indy 300 de 2009 foi a décima sétima e última corrida da temporada de 2009 da IndyCar Series. A corrida foi disputada no dia 10 de outubro no Homestead-Miami Speedway, localizado na cidade de Homestead, Flórida. O vencedor foi o escocês Dario Franchitti, da equipe Chip Ganassi. Com a vitória, Franchitti conquistou o título da temporada 2009.

## Pilotos e Equipes
| Nº    | Piloto              | Equipe                     | Chassis | Motor | Pneu |
| ----- | ------------------- | -------------------------- | ------- | ----- | ---- |
| 2     | Raphael Matos (R)   | Luczo-Dragon Racing        | Dallara | Honda | F    |
| 3     | Hélio Castroneves   | Team Penske                | Dallara | Honda | F    |
| 4     | Dan Wheldon         | Panther Racing             | Dallara | Honda | F    |
| 5     | Mario Moraes        | KV Racing Technology       | Dallara | Honda | F    |
| 6     | Ryan Briscoe        | Team Penske                | Dallara | Honda | F    |
| 7     | Danica Patrick      | Andretti-Green Racing      | Dallara | Honda | F    |
| 9     | Scott Dixon         | Chip Ganassi Racing        | Dallara | Honda | F    |
| 10    | Dario Franchitti    | Chip Ganassi Racing        | Dallara | Honda | F    |
| 11    | Tony Kanaan         | Andretti-Green Racing      | Dallara | Honda | F    |
| 13    | E. J. Viso          | HVM Racing                 | Dallara | Honda | F    |
| 14    | Ryan Hunter-Reay    | A. J. Foyt Enterprises     | Dallara | Honda | F    |
| 18    | Justin Wilson       | Dale Coyne Racing          | Dallara | Honda | F    |
| 20    | Ed Carpenter        | Vision Racing              | Dallara | Honda | F    |
| 23    | Milka Duno          | Dreyer & Reinbold Racing   | Dallara | Honda | F    |
| 24    | Mike Conway (R)     | Dreyer & Reinbold Racing   | Dallara | Honda | F    |
| 26    | Marco Andretti      | Andretti-Green Racing      | Dallara | Honda | F    |
| 27    | Hideki Mutoh        | Andretti-Green Racing      | Dallara | Honda | F    |
| 33    | Robert Doornbos (R) | HVM Racing                 | Dallara | Honda | F    |
| 43    | Tomas Scheckter     | Dreyer & Reinbold Racing   | Dallara | Honda | F    |
| 67    | Sarah Fisher        | Sarah Fisher Racing        | Dallara | Honda | F    |
| 98    | Jaques Lazier       | Team 3G                    | Dallara | Honda | F    |
| 02    | Graham Rahal        | Newman/Haas/Lanigan Racing | Dallara | Honda | F    |
| 40202 | Alex Lloyd (R)      | Newman/Haas/Lanigan Racing | Dallara | Honda | F    |

- (R) - Rookie

## Resultados

### Treino classificatório
| Treino classificatório - 9 de outubro | Treino classificatório - 9 de outubro | Treino classificatório - 9 de outubro | Treino classificatório - 9 de outubro | Treino classificatório - 9 de outubro | Treino classificatório - 9 de outubro | Treino classificatório - 9 de outubro | Treino classificatório - 9 de outubro | Treino classificatório - 9 de outubro |
| Pos                                   | Nº                                    | Piloto                                | Equipe                                | Volta 1                               | Volta 2                               | Volta 3                               | Volta 4                               | Tempo total                           |
| ------------------------------------- | ------------------------------------- | ------------------------------------- | ------------------------------------- | ------------------------------------- | ------------------------------------- | ------------------------------------- | ------------------------------------- | ------------------------------------- |
| 1                                     | 10                                    | Dario Franchitti                      | Chip Ganassi Racing                   | 25.1166                               | 25.1122                               | 25.1247                               | 25.1843                               | 1:40.5378                             |
| 2                                     | 9                                     | Scott Dixon                           | Chip Ganassi Racing                   | 25.1718                               | 25.2157                               | 25.2204                               | 25.1841                               | 1:40.7920                             |
| 3                                     | 6                                     | Ryan Briscoe                          | Team Penske                           | 25.2249                               | 25.1842                               | 25.1864                               | 25.2072                               | 1:40.8027                             |
| 4                                     | 20                                    | Ed Carpenter                          | Vision Racing                         | 25.2267                               | 25.2171                               | 25.2514                               | 25.2829                               | 1:40.9781                             |
| 5                                     | 40202                                 | Alex Lloyd (R)                        | Newman/Haas/Lanigan Racing            | 25.2488                               | 25.2578                               | 25.2424                               | 25.2607                               | 1:41.0097                             |
| 6                                     | 02                                    | Graham Rahal                          | Newman/Haas/Lanigan Racing            | 25.2526                               | 25.2526                               | 25.2641                               | 25.2640                               | 1:41.0333                             |
| 7                                     | 7                                     | Danica Patrick                        | Andretti-Green Racing                 | 25.3626                               | 25.3146                               | 25.2834                               | 25.2618                               | 1:41.2224                             |
| 8                                     | 26                                    | Marco Andretti                        | Andretti-Green Racing                 | 25.3761                               | 25.3584                               | 25.3312                               | 25.3361                               | 1:41.4018                             |
| 9                                     | 2                                     | Raphael Matos (R)                     | Luczo Dragon Racing                   | 25.3659                               | 25.3374                               | 25.3371                               | 25.3856                               | 1:41.4260                             |
| 10                                    | 5                                     | Mario Moraes                          | KV Racing Technology                  | 25.3538                               | 25.3633                               | 25.3423                               | 25.3735                               | 1:41.4329                             |
| 11                                    | 3                                     | Helio Castroneves                     | Team Penske                           | 25.4056                               | 25.3813                               | 25.3570                               | 25.3664                               | 1:41.5103                             |
| 12                                    | 43                                    | Tomas Scheckter                       | Dreyer & Reinbold Racing              | 25.3850                               | 25.3851                               | 25.4183                               | 25.4211                               | 1:41.6095                             |
| 13                                    | 18                                    | Justin Wilson                         | Dale Coyne Racing                     | 25.4141                               | 25.4101                               | 25.4127                               | 25.3882                               | 1:41.6251                             |
| 14                                    | 4                                     | Dan Wheldon                           | Panther Racing                        | 25.4458                               | 25.3950                               | 25.3969                               | 25.3938                               | 1:41.6315                             |
| 15                                    | 11                                    | Tony Kanaan                           | Andretti-Green Racing                 | 25.4741                               | 25.4270                               | 25.3951                               | 25.3797                               | 1:41.6759                             |
| 16                                    | 67                                    | Sarah Fisher                          | Sarah Fisher Racing                   | 25.3883                               | 25.4011                               | 25.4669                               | 25.4878                               | 1:41.7441                             |
| 17                                    | 23                                    | Milka Duno                            | Dreyer & Reinbold Racing              | 25.4760                               | 25.4843                               | 25.3855                               | 25.4730                               | 1:41.8188                             |
| 18                                    | 13                                    | E. J. Viso                            | HVM Racing                            | 25.5157                               | 25.4771                               | 25.4758                               | 25.4700                               | 1:41.9386                             |
| 19                                    | 27                                    | Hideki Mutoh                          | Andretti-Green Racing                 | 25.5465                               | 25.5064                               | 25.4874                               | 25.4716                               | 1:42.0119                             |
| 20                                    | 24                                    | Mike Conway (R)                       | Dreyer & Reinbold Racing              | 25.6744                               | 25.5552                               | 25.5709                               | 25.5295                               | 1:42.3300                             |
| 21                                    | 14                                    | Ryan Hunter-Reay                      | A. J. Foyt Enterprises                | 25.6782                               | 25.6407                               | 25.6139                               | 25.6105                               | 1:42.5433                             |
| 22                                    | 33                                    | Robert Doornbos (R)                   | HVM Racing                            | 25.7720                               | 25.7609                               | 25.8056                               | 25.7903                               | 1:43.1288                             |
| 23                                    | 98                                    | Jaques Lazier                         | Team 3G                               | 26.0138                               | 25.9636                               | 26.0104                               | 26.0167                               | 1:44.0045                             |
| Relatório                             |                                       |                                       |                                       |                                       |                                       |                                       |                                       |                                       |

- (R) - Rookie

### Corrida
| Corrida - 10 de outubro | Corrida - 10 de outubro | Corrida - 10 de outubro | Corrida - 10 de outubro    | Corrida - 10 de outubro | Corrida - 10 de outubro | Corrida - 10 de outubro | Corrida - 10 de outubro | Corrida - 10 de outubro |
| Pos                     | Nº                      | Piloto                  | Equipe                     | Voltas                  | Tempo                   | Largada                 | Voltas na Liderança     | Pontos                  |
| ----------------------- | ----------------------- | ----------------------- | -------------------------- | ----------------------- | ----------------------- | ----------------------- | ----------------------- | ----------------------- |
| 1                       | 10                      | Dario Franchitti        | Chip Ganassi Racing        | 200                     | 1:28:28.3117            | 1                       | 25                      | 51                      |
| 2                       | 6                       | Ryan Briscoe            | Team Penske                | 200                     | +4.7888                 | 3                       | 103                     | 42                      |
| 3                       | 9                       | Scott Dixon             | Chip Ganassi Racing        | 200                     | +6.0206                 | 2                       | 70                      | 35                      |
| 4                       | 11                      | Tony Kanaan             | Andretti-Green Racing      | 199                     | +1 volta                | 15                      | 0                       | 32                      |
| 5                       | 3                       | Helio Castroneves       | Team Penske                | 199                     | +1 volta                | 11                      | 2                       | 30                      |
| 6                       | 27                      | Hideki Mutoh            | Andretti-Green Racing      | 198                     | +2 voltas               | 19                      | 0                       | 28                      |
| 7                       | 5                       | Mario Moraes            | KV Racing Technology       | 198                     | +2 voltas               | 10                      | 0                       | 26                      |
| 8                       | 40202                   | Alex Lloyd (R)          | Newman/Haas/Lanigan Racing | 198                     | +2 voltas               | 5                       | 0                       | 24                      |
| 9                       | 43                      | Tomas Scheckter         | Dreyer & Reinbold Racing   | 197                     | +3 voltas               | 12                      | 0                       | 22                      |
| 10                      | 18                      | Justin Wilson           | Dale Coyne Racing          | 197                     | +3 voltas               | 13                      | 0                       | 20                      |
| 11                      | 02                      | Graham Rahal            | Newman/Haas/Lanigan Racing | 197                     | +3 voltas               | 6                       | 0                       | 19                      |
| 12                      | 20                      | Ed Carpenter            | Vision Racing              | 197                     | +3 voltas               | 4                       | 0                       | 18                      |
| 13                      | 14                      | Ryan Hunter-Reay        | A. J. Foyt Enterprises     | 196                     | +4 voltas               | 21                      | 0                       | 17                      |
| 14                      | 2                       | Raphael Matos (R)       | Luczo Dragon Racing        | 196                     | +4 voltas               | 9                       | 0                       | 16                      |
| 15                      | 24                      | Mike Conway (R)         | Dreyer & Reinbold Racing   | 195                     | +5 voltas               | 20                      | 0                       | 15                      |
| 16                      | 13                      | E. J. Viso              | HVM Racing                 | 194                     | +6 voltas               | 18                      | 0                       | 14                      |
| 17                      | 23                      | Milka Duno              | Dreyer & Reinbold Racing   | 194                     | +6 voltas               | 17                      | 0                       | 13                      |
| 18                      | 67                      | Sarah Fisher            | Sarah Fisher Racing        | 187                     | +13 voltas              | 16                      | 0                       | 12                      |
| 19                      | 7                       | Danica Patrick          | Andretti-Green Racing      | 185                     | +15 voltas              | 7                       | 0                       | 12                      |
| 20                      | 33                      | Robert Doornbos (R)     | HVM Racing                 | 166                     | Mecânico                | 22                      | 0                       | 12                      |
| 21                      | 4                       | Dan Wheldon             | Panther Racing             | 150                     | Mecânico                | 14                      | 0                       | 12                      |
| 22                      | 26                      | Marco Andretti          | Andretti-Green Racing      | 58                      | Mecânico                | 8                       | 0                       | 12                      |
| 23                      | 98                      | Jaques Lazier           | Team 3G                    | 23                      | Mecânico                | 23                      | 0                       | 12                      |
| Relatório               |                         |                         |                            |                         |                         |                         |                         |                         |

- (R) - Rookie